# Mar Arábico
O mar Arábico, mar da Arábia ou mar Árabe  é uma parte do oceano Índico entre a península Arábica e a Índia. Sua largura é calculada em 2,4 mil km, no máximo, com uma profundidade de 5 mil metros, no máximo. No noroeste, estreita-se  para formar o golfo de Omã. O rio Indo é o único curso d'água importante que deságua no mar Arábico.

## Galeria

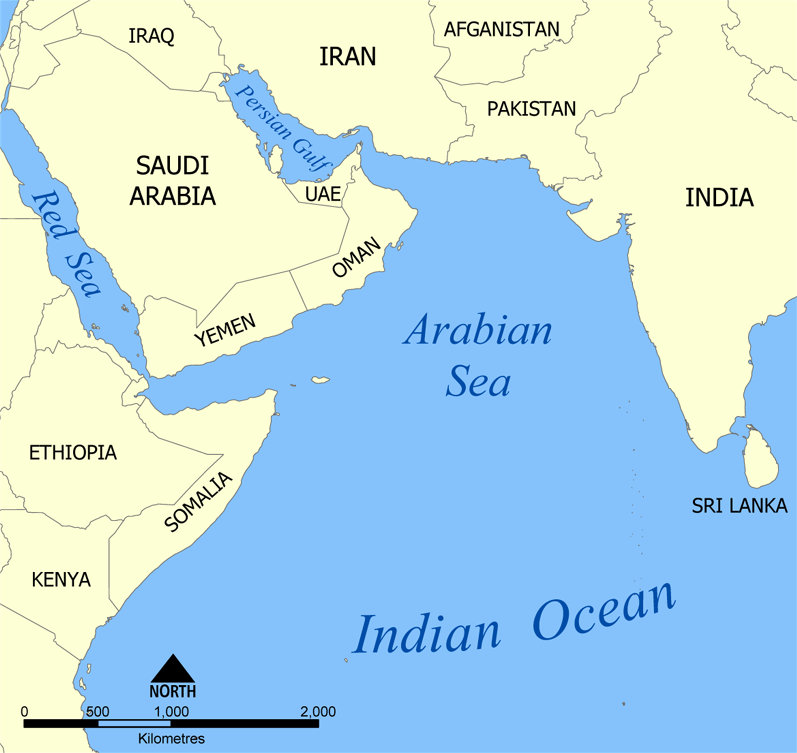
Mar Arábico.
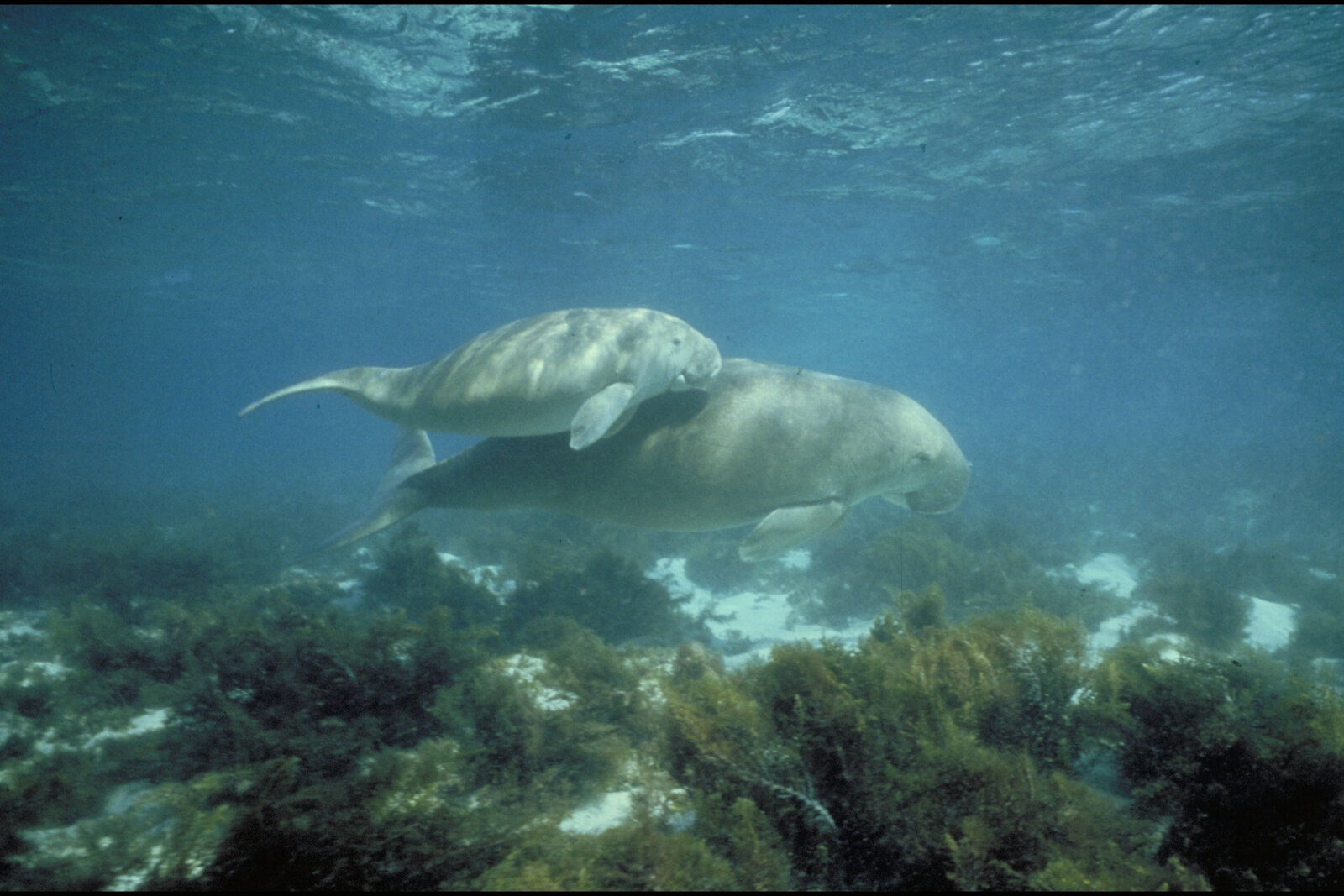
Dugong mother and her offspring in shallow water.
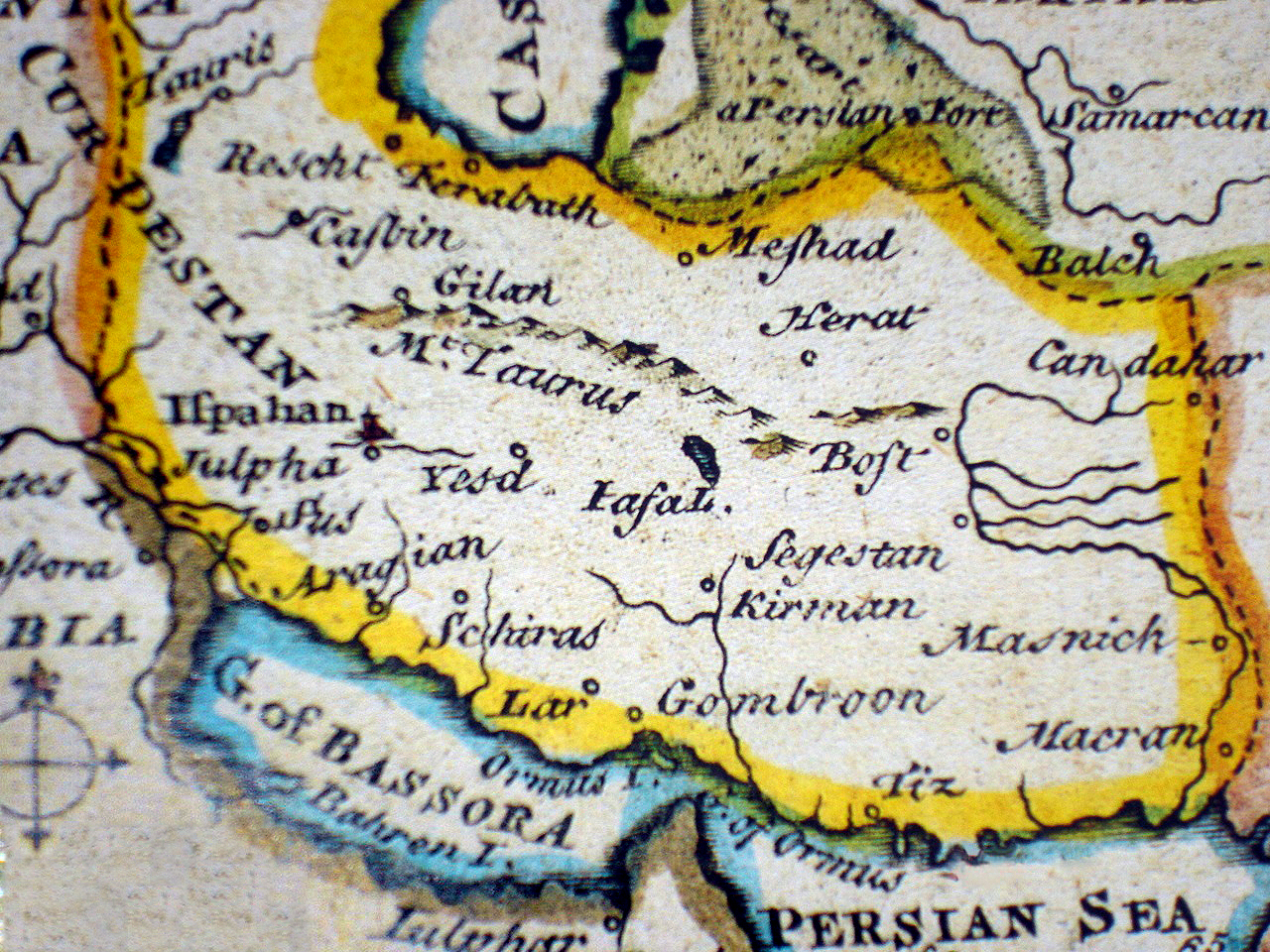
Basora-Persian Sea
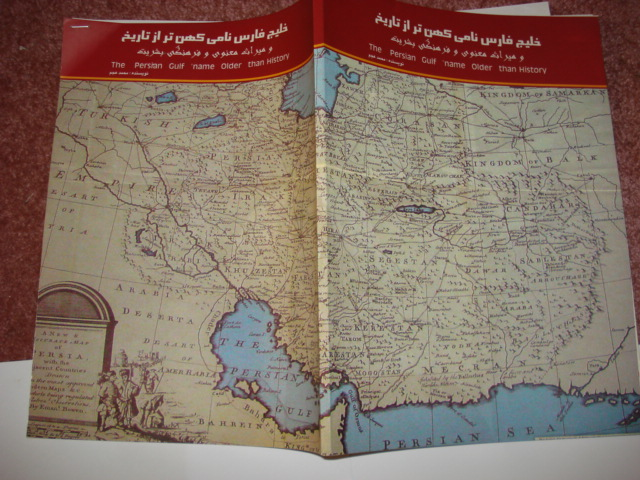
Map of Mecran
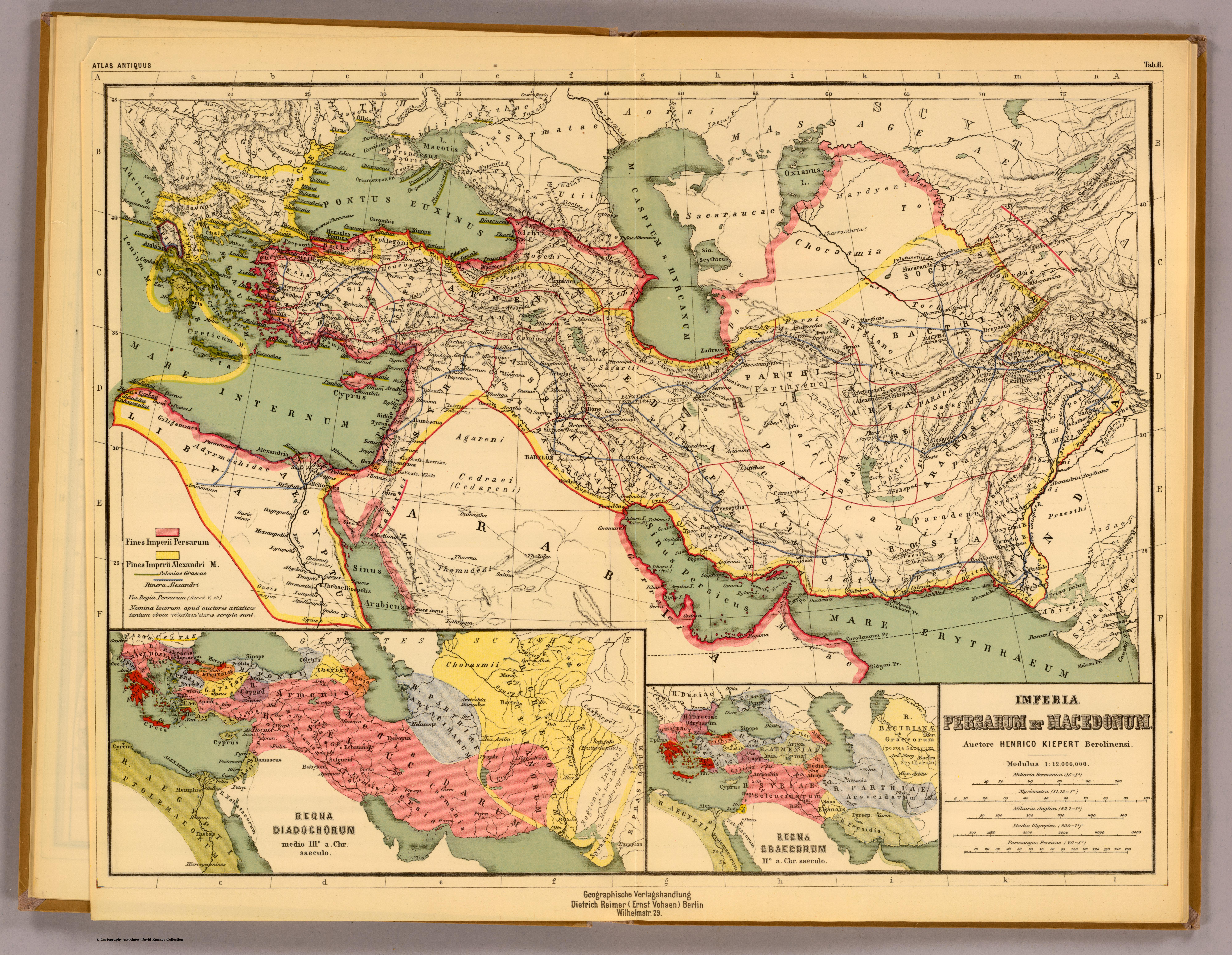
Heinrich. MARE ERYTHRAEUM  1903
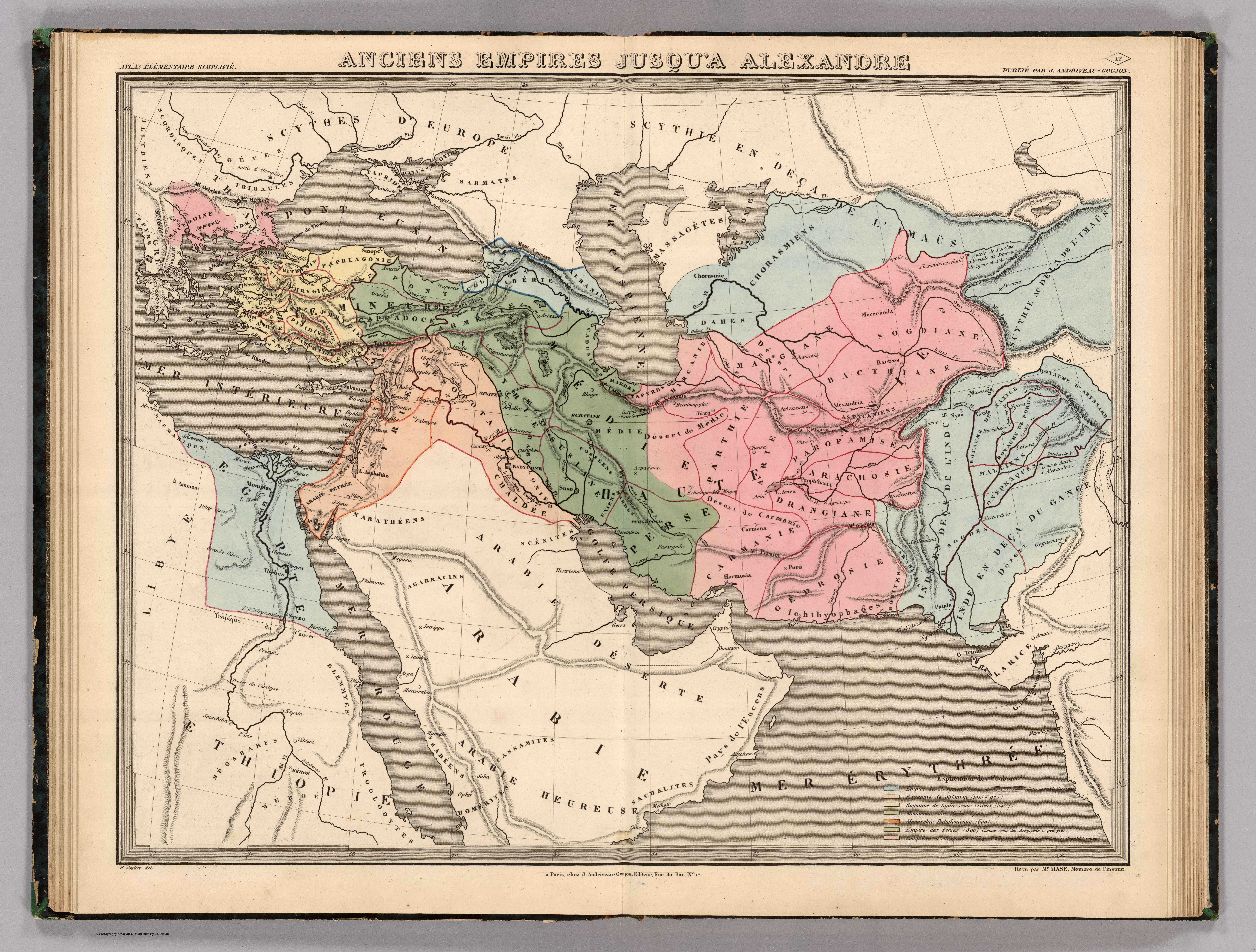
Soulier, E.; Andriveau-Goujon, MER ERYTHREE 1838
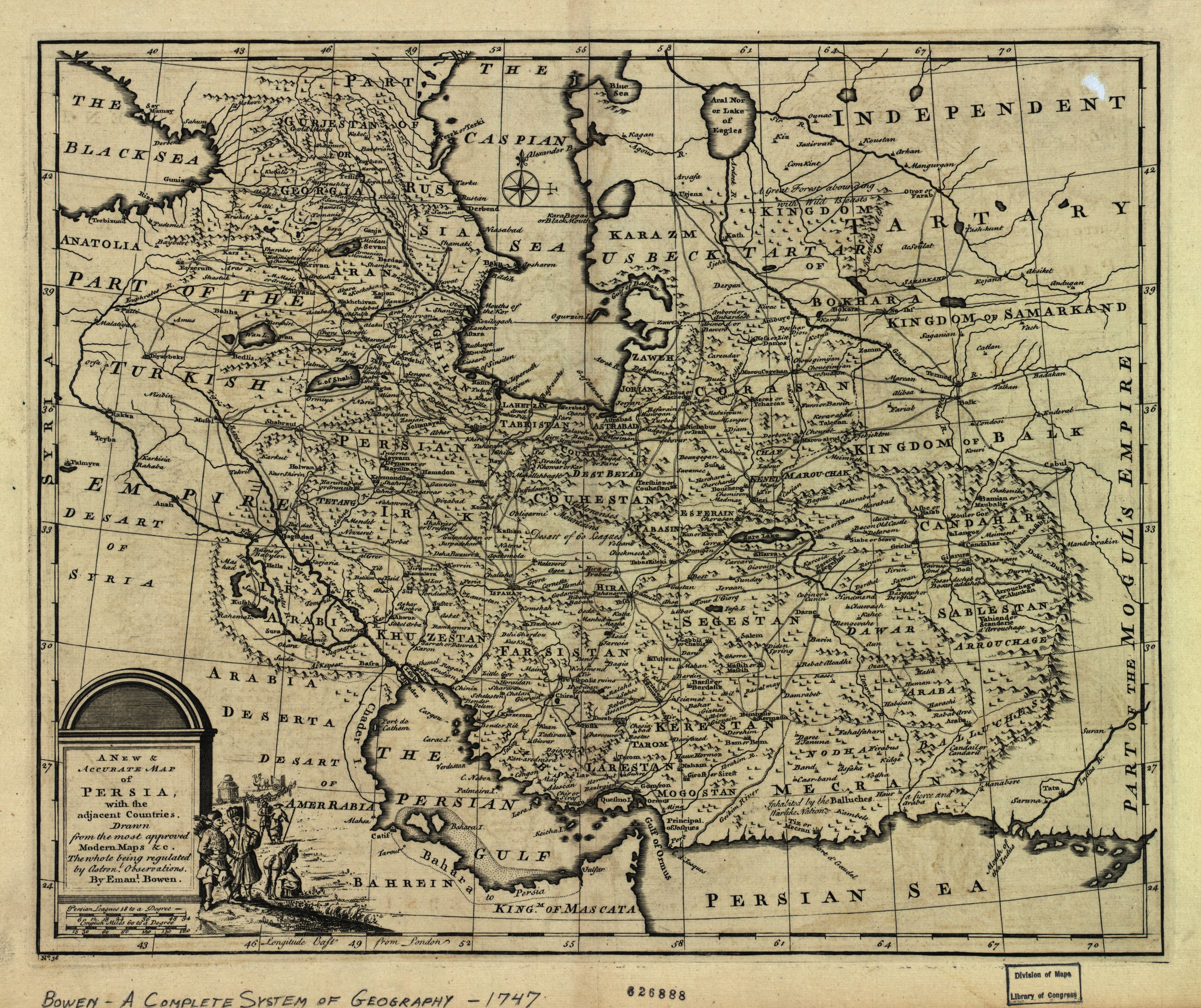
Persian Sea 1747
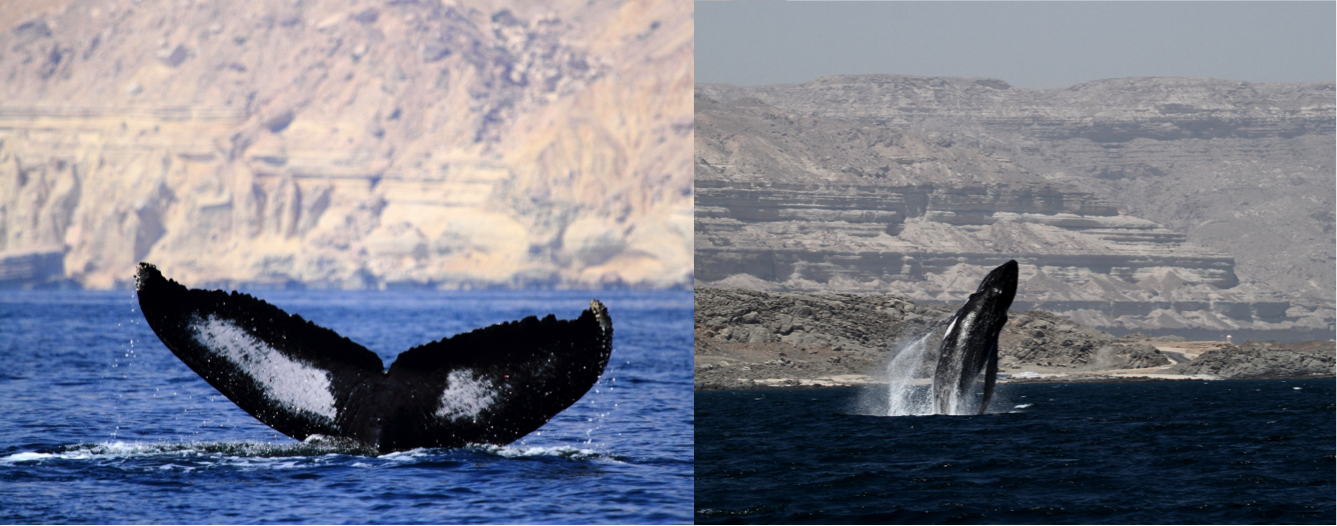
Critically endangered Arabian humpback whales
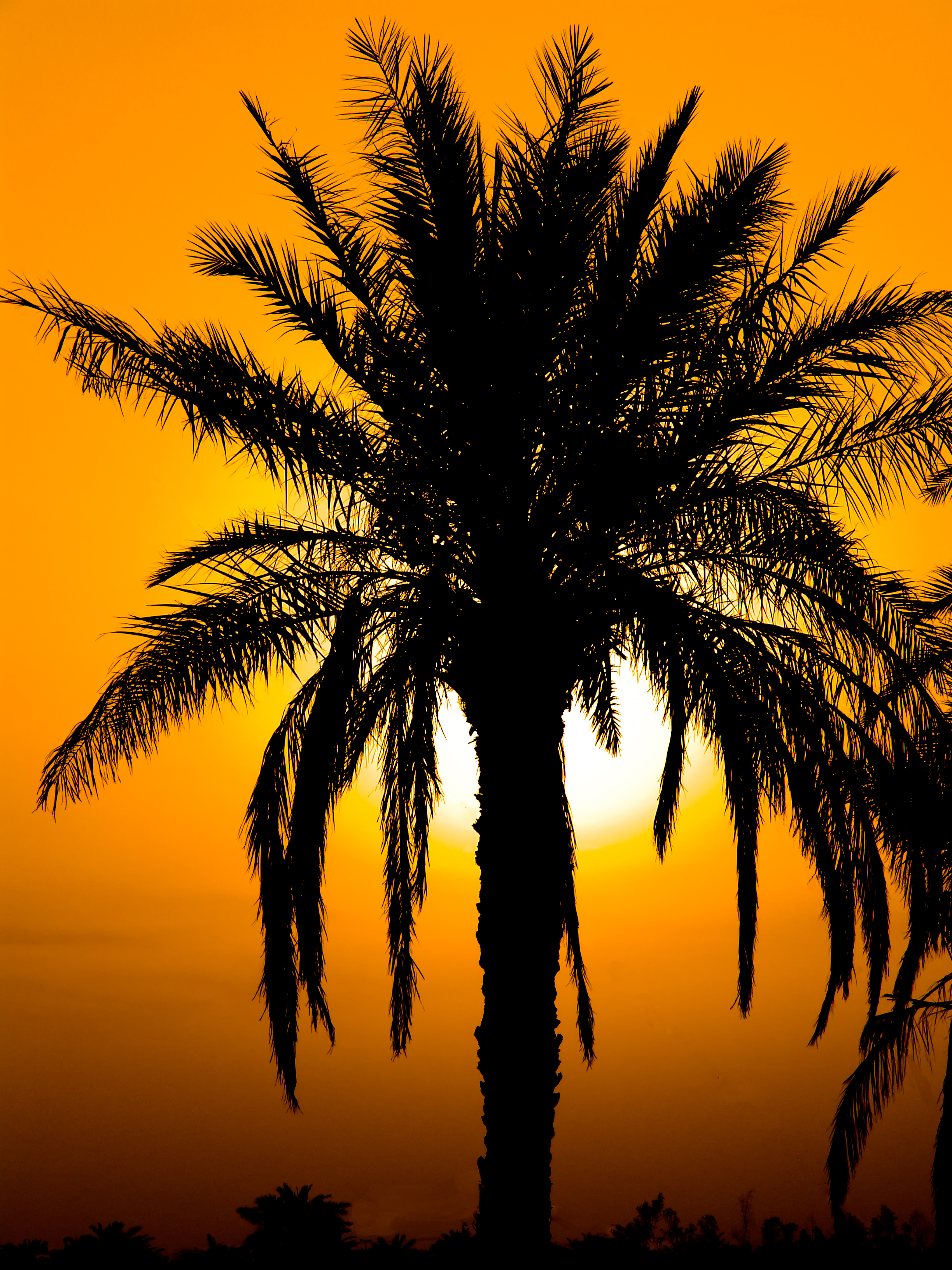
Palm
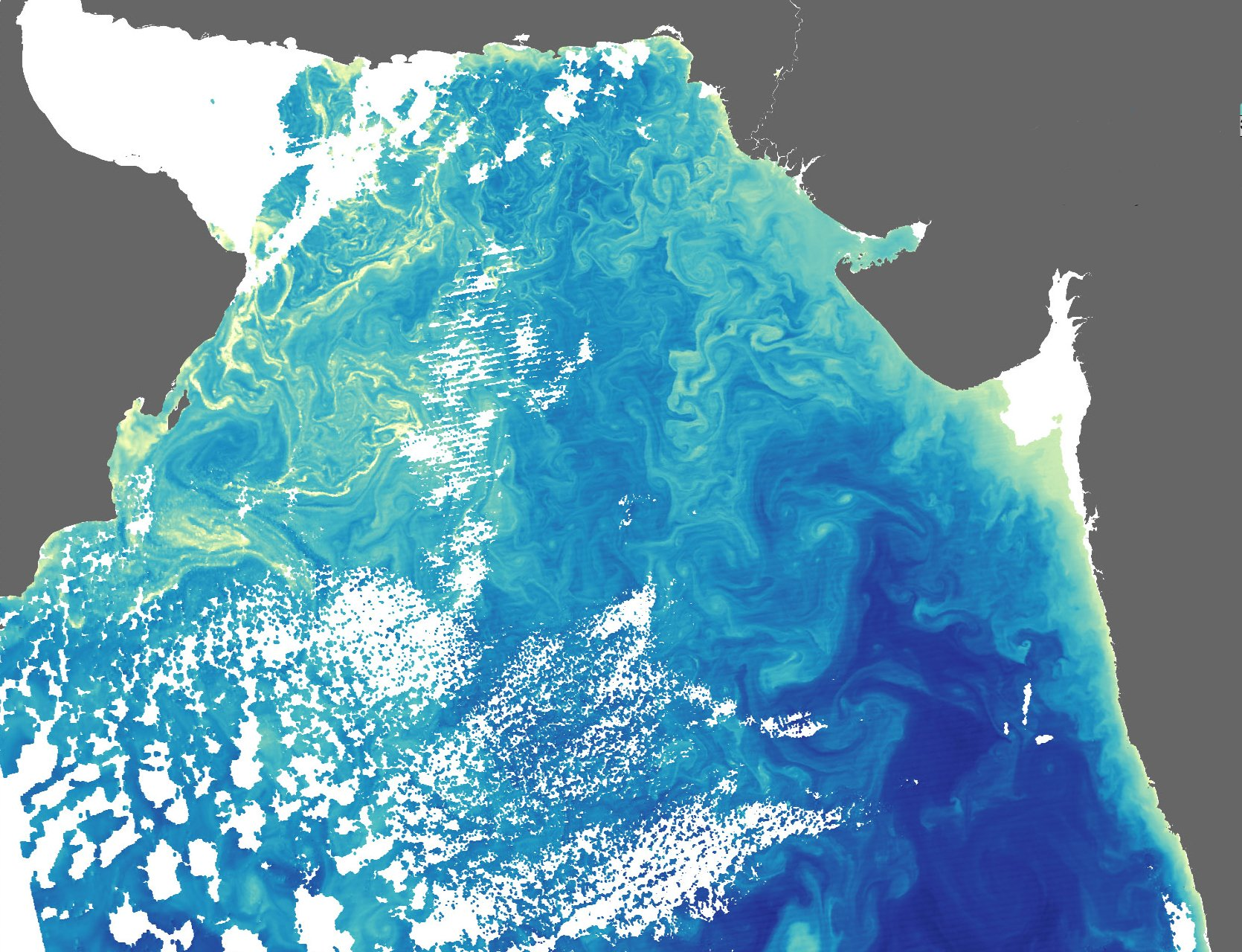
Mapa do mar Arábico mostrando as concentrações de clorofila.